# Caledonia (Misuri)
Caledonia es una villa ubicada en el condado de Washington en el estado estadounidense de Misuri. En el Censo de 2010 tenía una población de 130 habitantes y una densidad poblacional de 306,06 personas por km².

## Geografía
Caledonia se encuentra ubicada en las coordenadas 37°45′53″N 90°46′21″O / 37.76472, -90.77250. Según la Oficina del Censo de los Estados Unidos, Caledonia tiene una superficie total de 0.42 km², de la cual 0.42 km² corresponden a tierra firme y (0%) 0 km² es agua.

## Demografía
Según el censo de 2010, había 130 personas residiendo en Caledonia. La densidad de población era de 306,06 hab./km². De los 130 habitantes, Caledonia estaba compuesto por el 100% blancos, el 0% eran afroamericanos, el 0% eran amerindios, el 0% eran asiáticos, el 0% eran isleños del Pacífico, el 0% eran de otras razas y el 0% pertenecían a dos o más razas. Del total de la población el 0.77% eran hispanos o latinos de cualquier raza.